# Gabriele Ugherani
Gabriele Ugherani (Roma, 21 novembre 1994) è un giocatore di calcio a 5 italiano, laterale della Template:Feldi Eboli e della Nazionale di calcio a 5 dell'Italia.

## Caratteristiche tecniche
Mancino brevilineo, Ugherani inizia nel calcio dove viene schierato in posizioni offensive come trequartista, mezz'ala, ala o seconda punta. Nel calcio a 5 viene impostato come laterale sotto la guida di Paolo Minicucci, ma, data la sua abilità in fase di palleggio, l'allenatore Mirko Beccaccioli decide di farlo giocare da ultimo in fase di possesso. La posizione di ultimo la inizierà, infatti, a ricopre maggiormente anche con il Lido di Ostia dove l'allenatore Roberto Matranga lo sfrutta anche in marcatura, facendolo giocare davanti al pivot avversario per facilitare gli anticipi e le conseguenti transizioni offensive. Con l'approdo in Serie A torna a essere schierato prevalentemente nella posizione di laterale. 

## Carriera

### Club
All'età di 19 anni, per problemi con il vincolo sportivo, Ugherani decide di usufruire dell'ex art.118 - variazione dell'attività agonistica delle NOIF della FIGC per passare dal calcio al calcio a 5 e approda al C.T. Eur con il quale, nella stagione 2013/2014, vince il campionato regionale di Serie C1 con 19 gol segnati e si guadagnerà la chiamata in Nazionale Under-19. Tuttavia, il C.T. Eur non si iscrive al campionato di Serie B e Ugherani passa all'Olimpus Roma, società che prenderà il posto in Serie B proprio del C.T. Eur, con la quale vincerà il campionato di Serie B della stagione 2014/2015. Nella stagione 2015/2016 si trasferisce alla Capitolina Marconi, dove ritrova l'allenatore Paolo Minicucci, e insieme, nonostante le grandi difficoltà economiche della società, vincono il campionato di Serie B. L'anno successivo la Capitolina Marconi ridimensiona il budget societario ma decide comunque di affrontare la categoria appena conquistata, l'A2, formando una rosa composta da giovani. Nonostante l'entusiasmo, la squadra retrocede in Serie B dopo aver perso i play-out contro il Bubi Merano. Ugherani passa quindi al Lido di Ostia Futsal in Serie A2 con cui raggiunge la finale play-off nella stagione 2017/18 e poi con la vittoria del campionato nella stagione 2018/2019, siglando 15 gol e conquistando la prima chiamata nella Nazionale maggiore. Nella stagione 2019/20 il laterale romano passa alla CAME Dosson Calcio a 5 di Sylvio Rocha. Il primo anno il campionato viene fermato per la pandemia di Covid-19 con la squadra al quarto posto in classifica, l'anno successivo invece i trevigiani concludono al terzo posto la stagione regolare e raggiungono la semifinale dei play-off. Durante l'estate del 2021 Ugherani si trasferisce alla Sandro Abate guidata da Gianfranco Angelini. Nell'annata 2020/2021 gli irpini si classificano al quinto posto nella stagione regolare e si fermano ai quarti di finale dei play-off.

### Nazionale
Nel 2014, ultimo anno a disposizione per i '94, entra a far parte della Nazionale U21 italiana con la quale totalizza 6 presenze. Nel 2019 riceve la prima convocazione nella Nazionale maggiore, debuttando il 5 febbraio 2019 nella partita Romania - Italia.

## Palmarès
- Coppa Italia: 1
Feldi Eboli: 2024-2025
- Serie A2: 1
Lido di Ostia: 2018-19 (girone B)

- Serie B : 2
Olimpus Roma: 2014-15 (girone D)
Capitolina Marconi: 2015-16 (girone E)